# FNNさくらんぼテレビニュース
『FNNさくらんぼテレビニュース』（エフエヌエヌ さくらんぼテレビニュース）は、さくらんぼテレビで放送されている、フジテレビ『FNNニュース』の山形県ローカルニュース番組である。

## 番組概要
- さくらんぼテレビがサービス放送を開始した1997年3月15日に『FNN SAYニュース』（エフエヌエヌ セイニュース）としてスタート。
- 開局当初、山形県内の最終ローカルニュースを月曜から土曜の22:54に流していたこともあったが、さくらんぼテレビ番組枠確保による編成に伴い（2002年4月以降）、昼の『FNNスピーク』の首都圏ローカルニュース枠とこの番組の放送枠とを入れ替えて（平日のみ）、現在さくらんぼテレビの22:54のスポット枠は天気番組『ぷちウェザー』が編成されている。
- 2015年7月5日から番組タイトルを『さくらんぼテレビ みんなのニュース』や『さくらんぼテレビ こんやのニュース』と準拠して『FNNさくらんぼテレビニュース』（日曜朝ニュース[1]のみ）で放送されている[2]。
- 1984年4月から『産経テレニュースFNN』などで使用していた、たかしまあきひこのテーマ曲は一切使用していなかった。平成開局では当局のみ。

## 放送時間（2016年4月より）
※いずれも日本時間。
- 日曜 6:00 - 6:15：『FNNニュース 日曜朝枠』[3]のタイトル差し替え。

## 備考
- 『FNN SAYニュース』時代、地上デジタル放送のEPGでは『FNN・SAYニュース』（「・」（←ポイントマーク）が付く）と表示されており、2010年7月5日からの放送上でのタイトル表記は『SAYニュース』へと代わった。

## 関連番組
- FNN県内ニュース&天気 - 2013年4月1日から2015年3月27日まで放送されていた県内ニュースのミニ番組（夜のローカルスポットニュース枠事実上復活）。平日の『SAYニュース』に代わって放送。